# Steinhagen (Rostock)
Steinhagen é um município da Alemanha, situado no distrito de Rostock, no estado de Mecklemburgo-Pomerânia Ocidental. Tem 10,09 km² de área, e sua população em 2019 foi estimada em 669 habitantes.